# Acmosara polyxena
Acmosara polyxena is een vlinder uit de familie van de stippelmotten (Yponomeutidae). De wetenschappelijke naam van de soort werd in 1886 gepubliceerd door Edward Meyrick.